# Acronicta jozana
Acronicta jozana là một loài bướm đêm trong họ Noctuidae.